# Катастрофа B-24 в Гибралтаре
Катастрофа B-24 в Гибралтаре — авиакатастрофа, произошедшая 4 июля 1943 года в Гибралтаре, которая привела к гибели генерала Владислава Сикорского и других пассажиров. Генерал Сикорский был командующим польской армии и одновременно Премьер-министром польского правительства в изгнании. Официально катастрофу признали несчастным случаем, однако до сих пор существуют версии о спланированном покушении на жизнь Сикорского.

## Предыстория
Отношения между СССР и Польшей во время Второй мировой войны из-за разных причин в основном были натянутыми, особенно повлиял на отношения расстрел польских военнослужащих в Катыни. Однако, будучи прагматичным, генерал Сикорский ещё оставался открытым для нормализации советско-польских отношений, в то время, как генерал Владислав Андерс выступал против этого. Чтобы поднять боевой дух, в мае 1943 года Сикорский начал инспекцию польских войск, дислоцированных на Ближнем Востоке, решая, где необходимо, политические вопросы.

## Авиакатастрофа
4 июля 1943 года, когда Сикорский возвращался после инспекции польских войск на Ближнем Востоке, его самолёт, «Либерейтор II» 511 эскадрильи Королевских ВВС, бортовой номер AL 523, в 23:07 упал в море через 16 секунд после взлёта из аэропорта Гибралтара. Сикорский, его дочь, начальник штаба Тадеуш Климецкий и остальные восемь пассажиров погибли. По официальным подсчётам, пассажиров было 11, однако точное их число неизвестно. Кроме них, были и шесть человек экипажа.

## Список погибших

### Пассажиры
1. Виктор Казалет[англ.], член Консервативной партии Великобритании, британский связной Войска польского
2. Ян Гралевский[пол.], курьер Армии крайовой[5][6]
3. генерал-майор Тадеуш Климецкий[пол.], начальник польского штаба[2]
4. Адам Кулаковский[пол.], адъютант Сикорского[5]
5. Зофья Леснёвская, дочь и секретарь Сикорского[1][2]
6. Уолтер Хиткот Лок[7]
7. полковник Анджей Марецкий[пол.], начальник оперативного отделения польского штаба[2]
8. Гарри Пиндер[7]
9. лейтенант Юзеф Поникевский, адъютант Сикорского[2]
10. генерал Владислав Сикорский, командующий польскими войсками и премьер-министр польского правительства в изгнании[1].
11. бригадир Джон Персиваль Уайтли[англ.], член Консервативной партии[7][8].

### Экипаж
1. У. С. Херринг, командир эскадрильи, второй пилот[9]
2. Л. Залсберг, уоррент-офицер, штурман[9]
3. Ч. Б. Джерри, сержант, радист/стрелок[9]
4. Д. Хантер, сержант, радист/стрелок[9]
5. Ф. Келли, сержант, механик[9]

Единственным, кто выжил в авиакатастрофе, был чешский пилот Эдуард Прхал (1911—1984). По его показаниям, сразу после взлёта он снизил самолёт до высоты 40 м, чтобы набрать скорость перед фактическим набором высоты. Но при переходе в кабрирование штурвал самолёта заклинило и он рухнул в море. При этом Прхал не смог внятно объяснить, почему в этот вылет он надел спасательный жилет, хотя обычно не прибегал к этой мере предосторожности, и кто был второй человек, которого видели на крыле упавшего самолёта.

## Последствия
На месте катастрофы польский эсминец «Оркан» подобрал тело Сикорского (тела были обнаружены не все) и отправился в Британию. Сикорского похоронили на кладбище погибших польских военнослужащих в Ньюарк-он-Тренте, Англия 16 июля 1943 года. Уинстон Черчилль произнес хвалебную речь на похоронах генерала.
Смерть Сикорского стало поворотным пунктом для раздела сфер влияния в Польше между союзниками. Сикорский был самым авторитетным лидером правительства Польши в изгнании, и его смерть стала серьёзным ударом для страны, после этого полякам пришлось лавировать между политиками союзников.

## Расследование инцидента и споры
7 июля 1943 года был созван британский суд по расследованию причин катастрофы, но он не смог определить причину. Был сделан вывод, что крушение самолёта произошло в результате несчастного случая, вызванного «заклиниванием элеронов управления» неизвестного происхождения. Несмотря на то, что вскоре появилась версия о саботаже, в докладе все же было отмечено, что «не представляется возможным определить какие-нибудь другие версии, так как произошло заклинивание». Польское правительство отказалось одобрить этот доклад по причине противоречий, приведённых в докладе, и отсутствия убедительных выводов.
Политический контекст события сразу же породил слух о том, что смерть Сикорского была не случайной, а, возможно, прямым результатом советского, британского или даже польского заговора. Некоторые современные источники отмечают, что авария не была полностью объяснена, например, Ежи Ян Лерский в своем «Историческом словаре Польши» (1996), в статье «Катастрофа над Гибралтаром» отметил, что «существует несколько теорий, объясняющих события, но тайна не была полностью раскрытой». Однако, как указывает в статье о Сикорском в Польском биографическом словаре 1997 года Роман Вапинский, никаких убедительных доказательств о заговоре как причины катастрофы не обнаружили, и официальной причиной гибели Сикорского был указан несчастный случай.
В 2008 году тело генерала Сикорского эксгумировали, и его останки были изучены группой польских ученых, которая в 2009 году сделала вывод о том, что генерал умер от ран, полученных в результате авиакатастрофы. Таким образом исключались версия о том, что командующий польскими войсками был убит или задушен. Однако они не исключили и версию саботажа, которая на данный момент расследуется польским институтом национальной памяти. По состоянию на 2012—2013 год расследование продолжается.
При полётах на Средний Восток и обратно члены экипажей самолётов Королевских ВВС часто перевозили контрабандные грузы. В обломках самолёта Сикорского помимо личных вещей и дипломатической почты были обнаружены новые фотоаппараты, меха, футляр с драгоценностями, сигареты и ящики с коньяком и виски, вне всякого сомнения являвшиеся контрабандой. На основе полученных данных была выдвинута версия, что причиной катастрофы стал контрабандный груз, сорвавшийся с креплений и заклинивший систему управления.

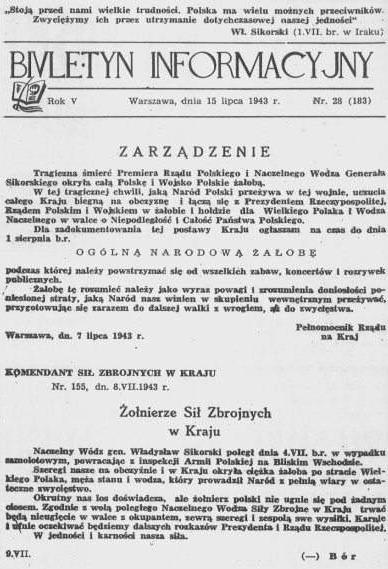
Номер Biuletyn Informacyjny 15 июля 1943 года. Сообщение о смерти Владислава Сикорского и объявление национального дня траура
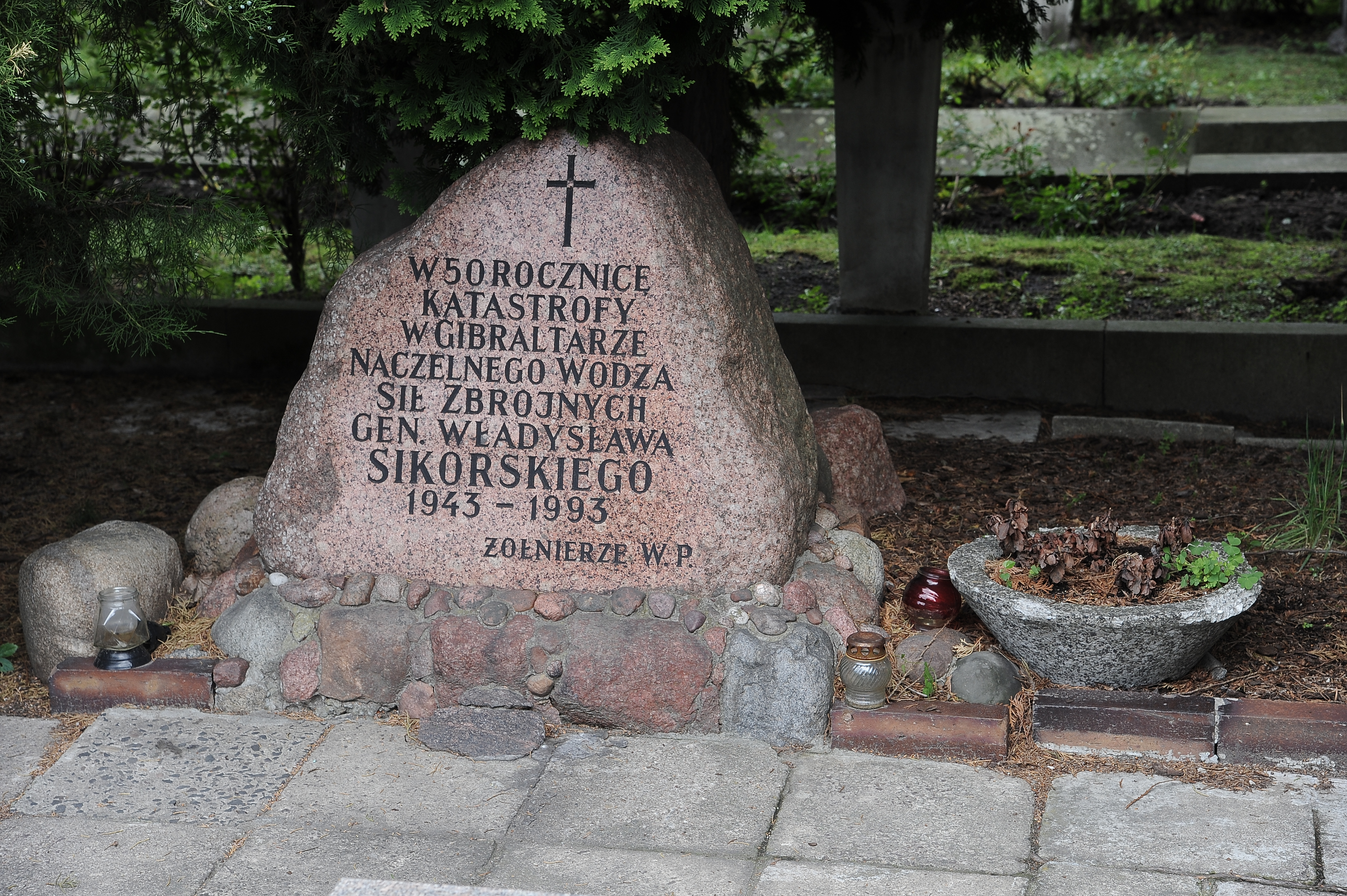
Мемориальный камень, установленный к 50-летию авиакатастрофы на кладбище Воинское Повонзки
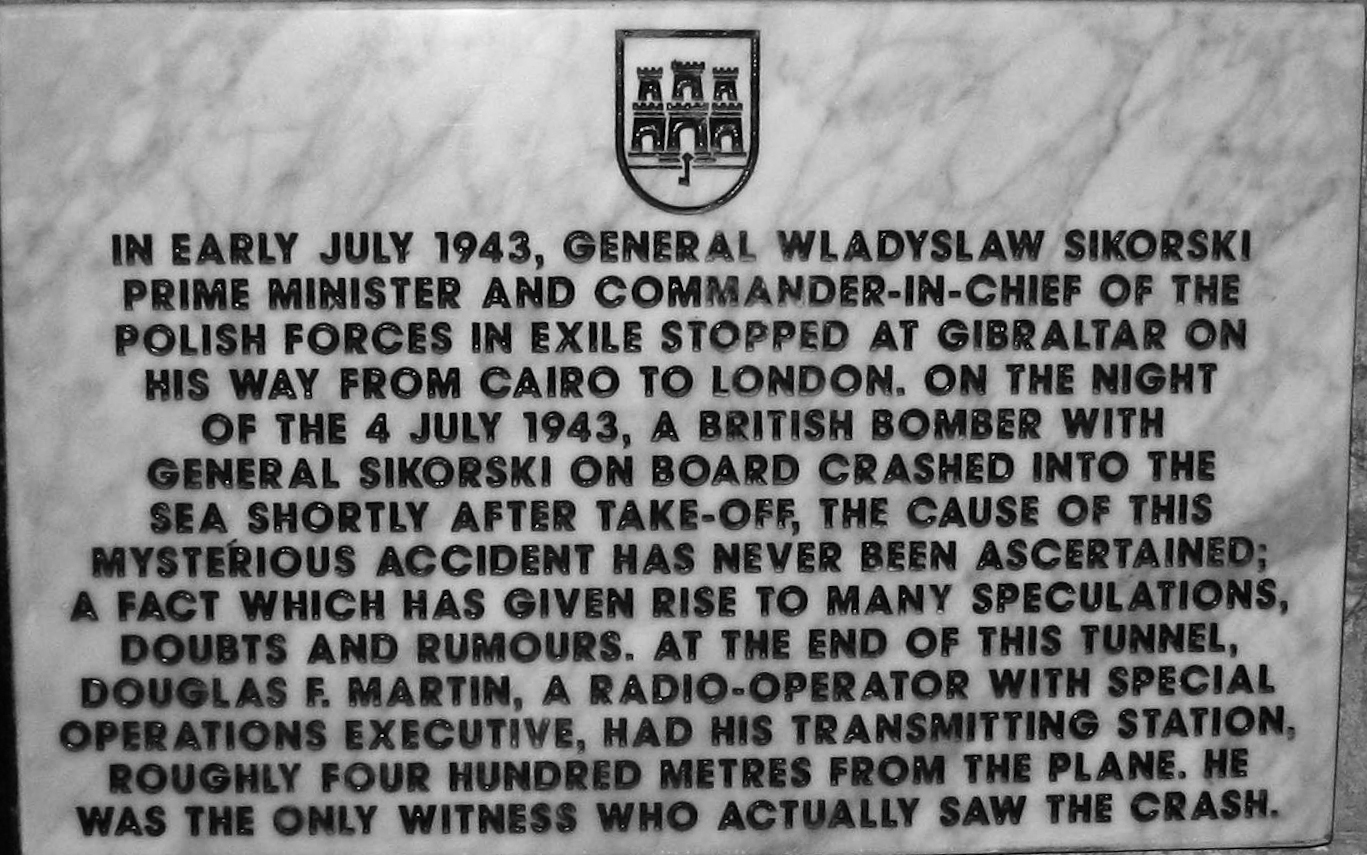
Мемориальная доска, размещенная в Тоннелях Великой Осады в Гибралтаре
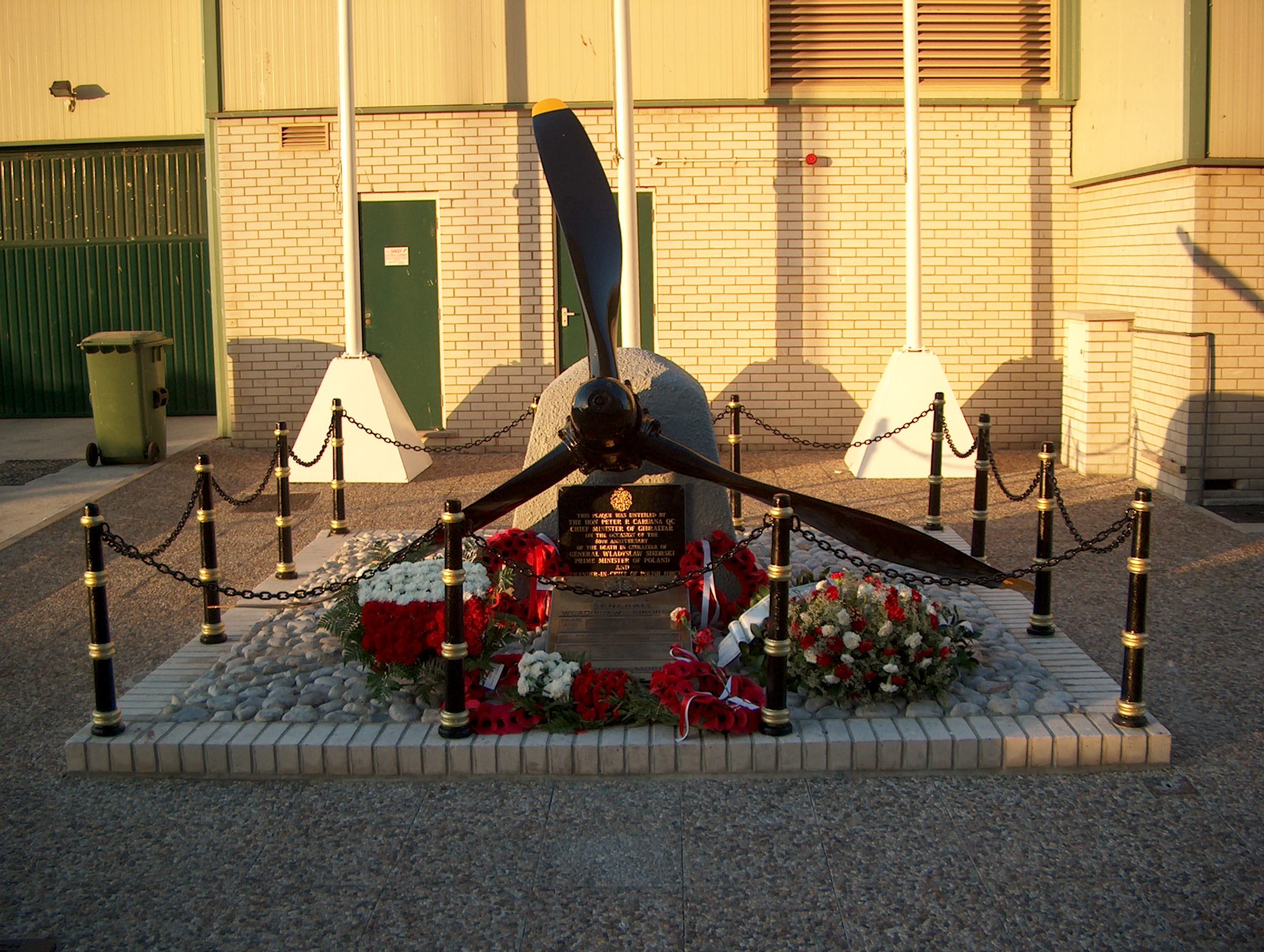
Мемориал генерала Сикорского в Гибралтаре